# René Schiermeyer
René Charles Schiermeyer (ur. 27 września 1938 w Sélestat) – francuski zapaśnik walczący w obu stylach. Dwukrotny olimpijczyk. Brązowy medalista z Rzymu 1960 i odpadł w eliminacjach w Tokio 1964, w stylu klasycznym. Walczył w kategorii do 73 kg.
Uczestnik mistrzostw świata w 1958, 1959, 1961, 1962 i 1963. Wicemistrz igrzysk śródziemnomorskich w 1963 i brązowy w 1959 roku.